# Frälsta skaror ovan jordegrusen
Frälsta skaror ovan jordegrusen är en psalm med sex 8-strofiga verser. Den är författad av Albert M. Johansson. 
Psalmen är i Hjärtesånger från 1895 knuten till bibeltext ur Uppenbarelseboken 7 Hvilka äro dessa? utvalt av psalmboksutgivaren Emil Gustafson. i Lova Herren 1988 6 verser i lätt bearbetning 1985,

## Publicerad i
- Herde-Rösten 1892 som nr 373 med inledningsstrofen "Frälsta skaran ovan jordegrusen" och titeln "Johannes syn" under delrubriken "Frälsta skaror".
- Hjärtesånger 1895 som nr 242 under rubriken "Blandade sånger" med inledningsstrofen "Frälsta skaror ovan jordegrusen", titeln "De frälsta" och under delrubriken "Hemlandssånger".
- Lova Herren 1988 som nr 212 med inledningsfrasen "Frälsta skaror ovan jordegruset" och under delrubriken "Kyrkoåret" och placerad under Alla helgons dag.